# Plitvica Selo
Plitvica Selo is een plaats in de gemeente Plitvička Jezera in de Kroatische provincie Lika-Senj. De plaats telt 36 inwoners (2001).